# 足利義久
足利 義久（あしかが よしひさ）は、室町時代中期の人物。関東公方・足利持氏の嫡男。「大若君」と呼称された。

## 生涯
永享10年（1438年）6月に鶴岡において元服し、義久と称する。足利満兼以来、関東公方の子が元服する際は本家当主である室町幕府征夷大将軍の諱の一字を請い、臣従を示すのが慣例であり、本来なら足利義教より一字をもらうべきところであったが、これを無視しての命名であった。これに関東管領上杉憲実は諫言するが、父の持氏はこれを無視した。さらに祖先にあたる源義家の先例にならい、鶴岡八幡宮にて加冠し、義家の通称と同じ八幡太郎を称する。これにより、幕府に反抗する持氏と幕府寄りの家臣との間に不和が生じ、永享の乱となる。そして、永享の乱に敗れて自害するが、その死については三つの説がある。
『喜連川判鑑』・『足利家通系図』・『下野喜連川足利家譜』によると、永享10年（1438年）11月1日、三浦時高と上杉持朝、二階堂氏らが鎌倉大蔵谷に乱入して近習の梁田兄弟や一色、佐野らが防戦中に報国寺にて自害したとされ、この4日後に義久の死去を知った海老名滞在の父・持氏は急いで鎌倉に戻り、長尾芳傳（忠政、長尾忠綱の子）の陣中で憲実と和睦したとされる。
『永享記』・『関東合戦記』・『北条記』などによると、永享11年（1439年）2月10日に父・持氏が自害した後、2月28日に報国寺の義久のもとに、討伐されることが伝えられると、義久は仏前で焼香し、念仏を十回唱えた後で左脇に刀を突き立てて自害したとされる。
また、『古河御所之傳』・『系図纂要』では持氏と同日に永安寺で自害したことになっている。
没年月日が以上のように3通りあり、また享年も10・12・14・17とする諸説があるため、永享10年（1438年）説を採るものは享年12のため生年は応永34年（1427年）だが、永享11年（1439年）説を採るものは享年10か14あるいは17で、生年は永享2年（1430年）か応永33年（1426年）、応永30年（1423年）となるが、日光輪王寺の常行堂大過去帳によれば、永享11年2月11日を没日として法要が行われており、その享年が17であることから、この説が最も有力であるとされている。